# Jomo Kenyatta International Airport

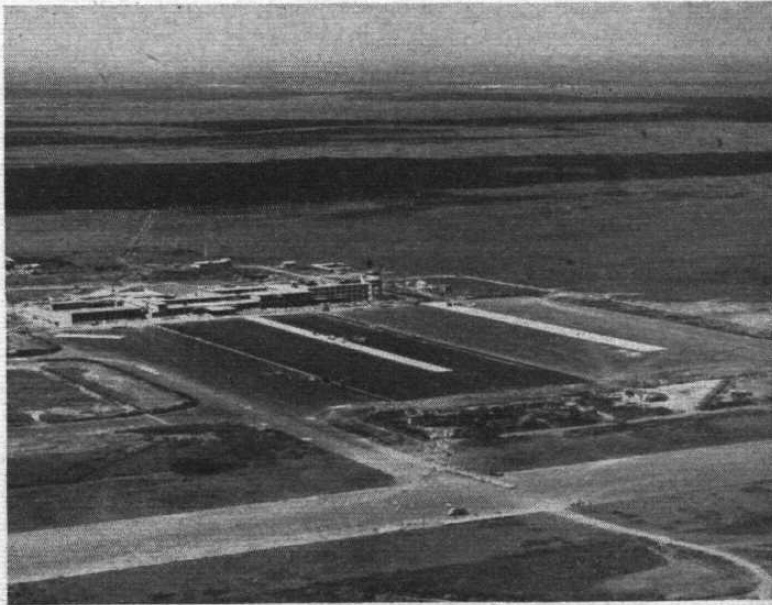
Embakasi Airport in 1958

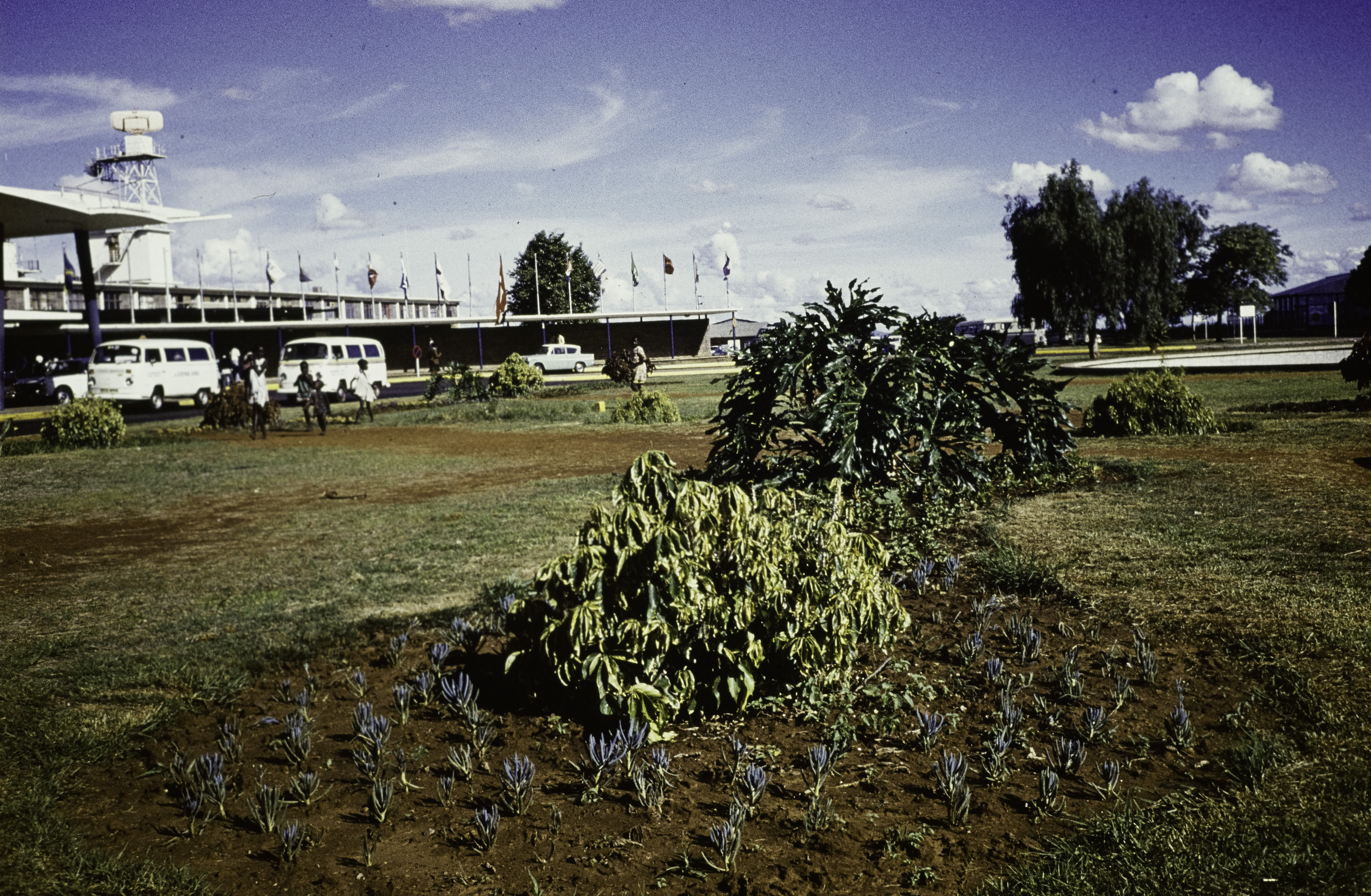
Embakasi Airport in 1975.

Jomo Kenyatta International Airport is de internationale luchthaven van de Keniaanse hoofdstad Nairobi, en de drukste in Zuidoost- en Centraal-Afrika. De luchthaven is genoemd naar de eerste minister en president Jomo Kenyatta.

## Ligging
De luchthaven ligt in Embakasi, een voorstad in zuidoosten van Nairobi. De luchthaven ligt 15 km van Nairobi's CBD, aan de rand van de redelijk westerse zone van Nairobi. De Mombasa Highway loopt langs de luchthaven, en is de belangrijkste verbinding tussen Nairobi en de luchthaven. De luchthaven is de belangrijkste hub van Kenya Airways en Five Forty Aviaton. De luchthaven heeft één baan: 06/24. Deze wordt voor het opstijgen en het landen gebruikt. De luchthaven heeft één terminal die in de jaren zeventig is gebouwd. Het eerdere luchthavengebouw Embakasi, die nu als goederenluchthaven wordt gebruikt, is echter al in de jaren 60 gebouwd. Deze is niet erg lang gebruikt. Behalve voor goederen wordt dit gebouw ook gebruikt als trainingsgebouw van de Keniaanse luchtmacht.
In 2007 gebruikten bijna vijf miljoen passagiers luchthaven Jomo Kenyatta. De luchthaven staat daarmee in de top tien van drukste luchthavens op het Afrikaanse continent.

## Geschiedenis
De luchthaven van Nairobi werd als Embakasi Airport geopend in mei 1958, door Evelyn Baring, de laatste gouverneur van Kenia. De luchthaven moest door Koningin Elizabeth worden geopend. Maar zij kreeg vertraging in Australië en kon daarom de opening niet bijwonen. Later werd de huidige terminal gebouwd aan de overkant van de startbaan en de luchthaven kreeg de naam: Jomo Kenyatta International Airport.

### Brand
Op 7 augustus 2013 werd Luchthaven Jomo Kenyatta getroffen door een brand. De meeste vliegtuigen werden omgeleid naar Moi International Airport en Eldoret International Airport. De brand brak uit in een van de hoofdgebouwen en alle terminals werden ontruimd. Dit was de eerste brand op het vliegveld. Na het blussen van de brand bleken de aankomsthal en het immigratiekantoor compleet te zijn verwoest. Het blussen werd bemoeilijkt doordat er te weinig water aanwezig was. Dit werd ook bevestigd door de Keniaanse minister van binnenlandse zaken Mutea Iringon. Hij zei ook dat ze er alles aan gingen doen om een crisis te voorkomen.
De brand heeft geen doden en/of gewonden veroorzaakt.

## Terminal
De terminal van Jomo Kenyatta Airport heeft drie pieren die zowel aankomst als vertrek verzorgen. Pier 1 en 2 wordt vooral gebruikt voor internationale vluchten, pier 3 voor binnenlandse vluchten. De vertrekkende passagiers checken zich in door de pieren 1 en 2. Er zijn acht gates, waardoor passagiers door een brug of slurf het vliegtuig in kunnen. De aankomende passagiers komen door poorten binnen in het gebouw. Dan lopen zij naar de parterre. En dan naar de benedenverdieping waar men de bagage kan ophalen. Deze ruimte is voorzien van bagagebanden. Er zijn geldautomaten, autoverhuur en hotelvervoerdiensten. De lijnbus naar de stad vertrekt bij de pieren 1 en 2. Het Simbarestaurant ligt op de 5de verdieping van de terminal. De informatiebureaus zijn overal te vinden in pieren en bij de aankomstzaal. De schermen met vluchtinformatie helpen alle passagiers hun weg naar de gate te vinden.

## Plannen voor de toekomst
Op 14 oktober 2005 kondigde de Kenya Airports Authority plannen aan om in de komende twee jaar de luchthaven uit te breiden en de luchthavenfaciliteiten in Kenia te verbeteren. De reden voor de uitbreiding: ruim 4 miljoen passagiers per jaar gebruikten in 2005 inmiddels de luchthaven, terwijl deze slechts gebouwd werd op 2,5 miljoen passagiers per jaar. De oppervlakte van de luchthaven zal worden verdubbeld. De plaats om vliegtuigen te parkeren zal worden vergroot van de huidige 200.000 m² naar meer dan 300.000 m². Het aankomst- en het vertrekgedeelte zal worden gescheiden en de wachtruimten worden opgeknapt.

## Statistieken
Vanwege een beveiligingsprobleem met de MediaWiki Graph-software is het momenteel niet mogelijk deze grafiek weer te geven. Zodra de software is bijgewerkt zal de grafiek vanzelf weer zichtbaar worden.